# Линдси, Александр, 15-й граф Кроуфорд
Александр Линдси (англ. Alexander Lindsay; умер в 1639) — шотландский аристократ, 15-й граф Кроуфорд и 23-й барон Кроуфорд с 1633 года.
Александр Линдси принадлежал к знатному англо-шотландскому роду, известному с XI века и владевшему баронией Кроуфорд на юге Ланаркшира. Он был сыном Генри Линдси, 13-го графа Кроуфорда, и его второй жены Элизабет Шоу. В 1633 году, после смерти старшего единокровного брата Джорджа, Александр унаследовал семейные владения и титулы. Он умер спустя шесть лет неженатым, так что его наследником стал третий брат, Людовик.